# ヴェガロケット
ヴェガ（イタリア語: Vettore Europeo di Generazione Avanzata, VEGA）ロケットは、欧州宇宙機関 (ESA) が開発した低軌道用人工衛星打ち上げロケットである。

## 概要
ESAの主力ロケットのアリアン5は静止軌道に6トンものペイロードを投入できるが、300kgから2,000kg程度の小型の科学衛星や地球観測衛星を低軌道 (LEO) へ経済的に打ち上げたいという需要に応えるため、高度700kmの太陽同期軌道 (SSO) に1.5トンの衛星を打ち上げられるヴェガを開発することになった。
イタリア宇宙機関 (ASI) が開発プログラムを主導しており、ロケット機体および推進システムはフィアットアヴィオ社などが担当するほか、フランス国立宇宙センター (CNES) なども開発に参加し、打上げはCNESのギアナ宇宙センターのELA1から行う。参加各国の分担比率はイタリア65%、フランス12.43%、ベルギー5.63%、スペイン5%、オランダ3.5%、スイス1.35%、スウェーデン0.8%となっている。
開発及び製造はヴェガロケットの開発及び製造を目的として2000年12月に設立されたELV S.p.Aによってなされ、最低年4機の打ち上げを確保する予定である。
当初は2006年中の初飛行を目指していたが計画は大幅に遅れ、2012年2月13日に初打上げに成功した。2024年9月5日のVV24までの22回でヴェガの運用は終了したがヴェガCなどの派生型運用は継続される。

## 歴史
初期の構想は1990年代初頭になされ、アリアンの固体ロケットブースター (SRB) の技術を用いて小型衛星を打ち上げるロケットを補完するというものである。これは1988年にASIによって提案されたサン・マルコ・スカウト計画を引き継ぐものであった。サン・マルコ・スカウト計画は、引退したアメリカのスカウトを置き換える目的でZefiro モーターを用いた新たなロケットを開発するという計画であり、スカウト2として知られている試験機が1992年に1機が失敗し、制式型として予定されていたゼフィーロも含めて凍結されていた。
1995年の段階では3段構成で高度700kmのLEOに700kgの打ち上げ能力をもつロケットであり、直径1.9mのZefiro 16 固体ロケットモーターを1,2段目として用い、3段目としてIRIS (Italian Research Interim Stage) を用いるというものであった。
1997年には2つの型式がフィアット・アヴィオ社とウクライナのユージュノエ設計局の共同で提案された。
- ヴェガ K0
前述の構想と同様に1、2段にZefiro 16 固体ロケットモーターを用い、第3段、第4段に非対称ジメチルヒドラジン (UDMH) と四酸化二窒素 (NTO) を用いる液体ロケットエンジンであるRD-861とRD-869を用いる。高度700kmの極軌道に300kgの打ち上げ能力をもつ。
- ヴェガ K
ヴェガ K0の第1段をアリアン5のブースターであるEAPを短縮したP85 固体ロケットモーターで置き換えたもの。高度700kmの極軌道に1,600kgの打ち上げ能力をもつ。

1998年においてASIによってアリアンのブースター技術を用いた固体ロケットとして再び提案された。同年4月にアリアン5のSRBであるEAPのノウハウを用いたものとしてESAのプリプロジェクトとして採用された。これはヴェガ Kの下段に第3段としてZefiro 7 固体ロケットモーターを使用する3段構成のロケットであり、最上段に液体ロケットエンジンを用いた軌道精度向上モジュールの採用を検討していた。打ち上げ能力は700km円軌道に2,000kgとなる予定であった。
2000年11月27日から28日にアリアンプログラムとして承認され、同年12月15日に7ヶ国による共同開発計画として正式に開始される。
最終的には2004年に現在の構成に定まった。
第4段であるAVUMの代替エンジンの開発が進行中である。

## 構成
| 全長         | 30 m                                      | 30 m                                      | 30 m                                      | 30 m                                      |
| 外径         | 3 m                                       | 3 m                                       | 3 m                                       | 3 m                                       |
| 質量         | 137 t                                     | 137 t                                     | 137 t                                     | 137 t                                     |
| ペイロード   | 2,300 kg / 300km LEO 1,500 kg / 700km SSO | 2,300 kg / 300km LEO 1,500 kg / 700km SSO | 2,300 kg / 300km LEO 1,500 kg / 700km SSO | 2,300 kg / 300km LEO 1,500 kg / 700km SSO |
| 段数 (Stage) | 第1段                                     | 第2段                                     | 第3段                                     | 第4段 (AVUM)                              |
| 使用エンジン | P80 FW                                    | Zefiro 23 FW                              | Zefiro 9 FW                               | RD-843                                    |
| 各段全長     | 10.5 m                                    | 7.5 m                                     | 3.85 m                                    | 1.74 m                                    |
| 各段全径     | 3.0 m                                     | 1.91 m                                    | 1.91 m                                    | 2.18 m                                    |
| 各段質量     | 95,796 kg                                 | 25,751 kg                                 | 10,948 kg                                 | 968 kg                                    |
| 推進剤       | HTPB 1912                                 | HTPB 1912                                 | HTPB 1912                                 | UDMH/NTO                                  |
| 推進剤質量   | 88,380 kg                                 | 23,906 kg                                 | 10,115 kg                                 | 183 kg / 367 kg                           |
| 最大推力     | 3,040 kN                                  | 1,200 kN                                  | 213 kN                                    | 2.45 kN                                   |
| 真空比推力   | 280 s                                     | 289 s                                     | 295 s                                     | 315.5 s                                   |
| ノズル膨張比 | 16                                        | 25                                        | 56                                        | -                                         |
| 有効燃焼時間 | 107 秒                                    | 71.6 秒                                   | 117 秒                                    | 667 秒 （最大）                           |

第1段から第3段までの各エンジンは、それぞれ2度の地上燃焼試験にパスすることが義務づけられている。
第1段：P80 固体ロケットモーター
2006年11月30日、2007年12月4日の地上燃焼試験に成功。このP80 固体ロケットモーターの技術は将来アリアン5のブースターにも採用される予定である。開発費用は123Mユーロ。
第2段：Zefiro 23 固体ロケットモーター
2006年6月23日、2008年3月27日の地上燃焼試験に成功。
第3段：Zefiro 9 固体ロケットモーター
2008年10月23日、2009年4月30日の地上燃焼試験に成功。
第4段：AVUM (Attitude and Vernier Upper Module) RD-843 液体ロケットエンジン
旧ソビエトのR-36大陸間弾道ミサイルのRD-869エンジンの燃焼室を流用したウクライナのユージュノエ設計局製液体ロケットエンジンである。燃料にはUDMH、酸化剤にはNTOを使用する。これによって軌道投入精度99.7%を達成する予定である。

## ヴェガC
2014年12月2日に開催されたESAの閣僚レベル会合で、ヴェガC (Vega Consolidated) の開発予算が承認された。ヴェガCは1段にP120（既存のP80と比べると推進薬を80トンから120トンへ増加）固体ロケットを使用する発展型。P120はアリアン6ロケットと共用するため、量産効果が出てコストを低減することが出来るようになる。ヴェガCは2018年に初打上を行う計画であった。ヴェガの1段モータの製造ラインはこれまでイタリアにしかなかったがこの新しい1段P120に備えて2つ目の製造ラインをドイツに設置する予定。ドイツはヴェガ計画に7％の出資をしており、P120プログラムに関しては23%の出資比率を持つ。新しいP120はヴェガの1段だけでなく、アリアン6の1段（A62型で2本、A64型で4本装備）としても使用されるため、これまで年3基だった製造数が、両方のプログラムを合わせると年37基のP120が必要となる計画。
第2段のZefiro 23もZefiro 40に置き換えられ、AVUMの第4段もAVUM+に変更されそれぞれ大型化された。ペイロードはLEOに3,300 kg、SSOに2,200 kgに増加している。
ヴェガCは2022年7月に運用が開始され、初号機の打ち上げに成功した。しかし2022年12月に2号機の打ち上げに失敗し、運用が中断。失敗原因となった第二段に修正を加えたうえで2023年6月28日に燃焼試験が行われたが、これも別の原因で失敗しており、この時点で打ち上げ再開時期は不透明となっていたが、結局2024年12月4日 (UTC) に飛行再開の予定となった。これは12月5日 (UTC) に打ち上げられ、成功している。
なお従来型のヴェガは2023年10月9日 (UTC) に打ち上げを再開している。

## ヴェガE
ヴェガの3,4段目をLOX/LCH4を推進剤とするMyraエンジンを採用したC10に置き換える構想のライラ (Lyra) では、太陽同期軌道 (SSO) への投入能力が2,000 kgに増大することが見込まれていた。
後にヴェガCの3,4段目を新しい第3段で置き換えたヴェガEとして具体化された。この第3段にはRD-0146ベースで推進剤をLOX/LCH4に変更したM10（旧LM10-MIRA）エンジンを用いた。同エンジンは2014年までのロシアとの協力関係によって開発された。
ヴェガEは2026年に初飛行を予定している。

## 過去に検討された将来構想
アップグレード構想として、第2段をP80に換装するESL、第1段をより大型なP230に換装し第3段をアリアン5の液体エンジンエスタスに換装するESLMなどがあった。また、ライラの上段エンジンMyraをVinciに換装するロケットや、ヴェガの第2段を省きSSOに300-400kgの投入能力を持つミニヴェガも計画されていた。

## 打ち上げ実績

### ヴェガ（打ち上げ実績）
| 回数 | 構成     | 打ち上げ日時 (UTC)      | フライト | ペイロード                                                                                            | 成否 |
| ---- | -------- | ----------------------- | -------- | --- | ---- |
| 1    | ヴェガ   | 2012年 2月13日10:00     | VV01     | LARES, ALMASat-1, 7機のCubeSat（Xatcobeo, Robusta, e-st@r, ゴリアテ, PW-Sat, MaSat-1, UniCubeSat GG） | 成功 |
| 2    | ヴェガ   | 2013年 5月7日02:06      | VV02     | PROBA-V, VNREDSat-1A, CubeSat1機 (ESTCube-1)                                                          | 成功 |
| 3    | ヴェガ   | 2014年 4月30日01:35     | VV03     | カザフスタンの地球観測衛星KazEOSat-1 (DZZ-HR)                                                         | 成功 |
| 4    | ヴェガ   | 2015年 2月11日13:40     | VV04     | IXV (弾道飛行)                                                                                        | 成功 |
| 5    | ヴェガ   | 2015年 6月23日01:51     | VV05     | Sentinel-2A                                                                                           | 成功 |
| 6    | ヴェガ   | 2015年 12月3日04:04     | VV06     | LISA パスファインダー                                                                                 | 成功 |
| 7    | ヴェガ   | 2016年 9月16日01:43     | VV07     | PerúSAT-1, SkySat4機（SkySat-4, SkySat-5, SkySat-6, SkySat-7）                                        | 成功 |
| 8    | ヴェガ   | 2016年 12月5日13:51     | VV08     | GÖKTÜRK-1                                                                                             | 成功 |
| 9    | ヴェガ   | 2017年 3月7日01:49      | VV09     | Sentinel-2B                                                                                           | 成功 |
| 10   | ヴェガ   | 2017年 8月2日01:58      | VV10     | OPSAT 3000, VENµS                                                                                     | 成功 |
| 11   | ヴェガ   | 2017年 11月8日01:42     | VV11     | MOHAMMED Ⅵ-A                                                                                          | 成功 |
| 12   | ヴェガ   | 2018年 8月22日21:20     | VV12     | ADM-Aeolus                                                                                            | 成功 |
| 13   | ヴェガ   | 2018年 11月21日01:42    | VV13     | MOHAMMED Ⅵ-B                                                                                          | 成功 |
| 14   | ヴェガ   | 2019年 3月22日01:50     | VV14     | PRISMA                                                                                                | 成功 |
| 15   | ヴェガ   | 2019年 7月11日01:54     | VV15     | Falcon Eye 1                                                                                          | 失敗 |
| 16   | ヴェガ   | 2020年 9月3日01:51      | VV16     | キューブサット53基など                                                                                | 成功 |
| 17   | ヴェガ   | 2020年 11月17日01:52    | VV17     | SEOSat-Ingenio, TARANIS                                                                               | 失敗 |
| 18   | ヴェガ   | 2021年 4月29日01:50     | VV18     | Pléiades Neo 3・NorSat-3・Bravo・ELO Alpha・Lemur-2×2基                                               | 成功 |
| 19   | ヴェガ   | 2021年 8月17日01:47     | VV19     | Pléiades Neo 4・BRO-4・LEDSAT・RADCUBE・SUNSTORM                                                      | 成功 |
| 20   | ヴェガ   | 2021年 11月16日09:27:55 | VV20     | CERES 1/2/3                                                                                           | 成功 |
| 21   | ヴェガ-C | 2022年 7月13日13:13:17  | VV21     | LARES 2・ALPHA・AstroBioおよびキューブサット4基                                                       | 成功 |
| 22   | ヴェガ-C | 2022年 12月21日01:47:31 | VV22     | Pléiades-Neo 5/6                                                                                      | 失敗 |
| 23   | ヴェガ   | 2023年 10月9日01:36     | VV23     | THEOS-2・FORMOSAT-7R/TRITONおよび超小型衛星10機                                                       | 成功 |
| 24   | ヴェガ   | 2024年 9月5日01:50      | VV24     | Sentinel-2C                                                                                           | 成功 |
| 25   | ヴェガ-C | 2024年 12月7日21:20     | VV25     | Sentinel-1C                                                                                           | 成功 |
| 26   | ヴェガ-C | 2025年 4月29日9:15      | VV26     | BIOMASS                                                                                               | 成功 |
| 27   | ヴェガ-C | 2025年 7月26日2:03      | VV27     | CO3D × 4 ・MicroCarb                                                                                  | 成功 |